# Résidence Charlotte-Tarieu-de-Lanaudière
La résidence Charlotte-Tarieu-de-Lanaudière est une maison située au 846 rue Saint-Antoine à Joliette au Québec (Canada. Elle fait probablement partie des maisons qui ont été déplacées en 1823 à partir de Saint-Paul par Barthélemy Joliette. Elle est aussi la plus petite maison de Joliette. Elle a été citée comme immeuble patrimonial en 2016.

## Histoire
Le village de l'Industrie a été fondé en 1823 par le notaire Barthélemy Joliette. Grâce à son mariage avec Marie-Charlotte de Lanaudière, il obtient une partie de la seigneurie de Lavaltrie. Barthélémy Joliette fait construire un moulin à farine et une scierie sur la rivière L'Assomption. À partir de 1842, il fait bâtir des maisons pour loger les employés des scieries et des manufactures. Construite en 1846, la résidence Charlotte-Tarieu-de-Lanaudière fait probablement partie de ces maison.

## Architecture
La résidence Charlotte-Tarieu-de-Lanaudière est la plus petite maison de Joliette. 